# Shelly Fanning
Shelly Fanning, coniugata Stafford (8 gennaio 1997), è una pallavolista statunitense, centrale delle Atlanta Vibe.

## Biografia
Nata in California, cresce e trascorre l'infanzia a Cypress, nel Texas. Nel maggio 2019 si sposa in Costa Rica con l'ex giocatore di baseball Samuel Stafford.

## Carriera

### Club
La carriera pallavolistica di Shelly Fanning inizia nei tornei scolastici texani, giocando con la Cypress Ranch HS. Dopo il diploma entra a far parte della squadra universitaria della Baylor, impegnata in NCAA Division I: fa parte delle Bears dal 2015 al 2019, saltando l'annata nel 2016 per infortunio, mentre durante il suo senior year si spinge fino alla Final 4, la prima nella storia del suo programma, uscendo di scena alle semifinali; viene inoltre inserita due volte tra le All-American.
Conclusa la sua carriera universitaria, firma il suo primo contratto professionistico a Porto Rico, dove partecipa alla Liga de Voleibol Superior Femenino 2020 con le Indias de Mayagüez. Per il campionato 2020-21 approda in Polonia, partecipando alla Liga Siatkówki Kobiet con il Legionovia; in seguito partecipa alla Liga de Voleibol Superior Femenino 2021, questa volta difendendo i colori delle Valencianas de Juncos: resta alla franchigia di Juncos anche nella stagione seguente, trasferendosi però nel corso dell'annata alle Changas de Naranjito. Nel corso della Liga de Voleibol Superior Femenino 2023 viene ingaggiata dalle Criollas de Caguas, ma nel corso del campionato rientra in forza alle Changas de Naranjito.
Torna successivamente in patria per partecipare all'Athletes Unlimited 2023 e poi alla Pro Volleyball Federation 2024 con le Atlanta Vibe.

### Nazionale
Fa il suo esordio nella nazionale statunitense in occasione della NORCECA Final Six 2021, dove conquista la medaglia di bronzo.

## Palmarès

### Nazionale (competizioni minori)
- NORCECA Final Six 2021

### Premi individuali
- 2018 - All-America Second Team
- 2019 - All-America First Team